# علم النفس النقدي
علم النفس النقدي هو منظور نفسي الذي يعتمد النظرية النقدية والتي تتحدى نظريات علم النفس التقليدية بتطبيق مفاهيم جديدة أكثر تقدمية والتي تأخذ التغييرات الاجتماعية كعوالم معالجة المشكلات النفسية. ويعتبر أساس هذه النظرية أن علم النفس التقليدي يركز على الفرد بدلا من حسبان العوامل والفروق الاجتماعية التي تؤثر على نفسية الأشخاص.

## التسمية والمرادفات
مصطلح علم النفس النقدي هو ترجمة للمصطلح الإنكليزي Critical psychology والذي استعمل لأول مرة عام 1970 بمنشورات جامعة برلين الحرة. ومن مرادفاتها العربية: «علم نفس انتقادي» أو «سيكولوجية انتقادية».

## للإستزادة
- علم نفس
- قائمة مجالات علم النفس
- قائمة مؤسسات علم النفس
- قائمة علماء النفس
- قائمة العلاجات النفسية
- قائمة لائحة منشورات علم النفس
- قائمة طرق الأبحاث
- قائمة مدارس علم النفس
- خط علم النفس الزمني